# Шуле, Фредерик
Фредерик Уильям «Фред» Шуле (англ. Frederick William Schule; 27 сентября 1879, Престон, Айова — 14 сентября 1962, Нью-Йорк, Нью-Йорк) — американский легкоатлет, чемпион летних Олимпийских игр 1904 года.
Родился в семье выходцев из Германии.
На Играх 1904 года в Сент-Луисе Шуле участвовал в двух барьерных беговых дисциплинах. В гонке на 110 м он занял первое место, выиграв золотую медаль, а на дистанции в 200 м занял пятую позицию.